# Mesquita de Paris
A Grande Mosquée de Paris ("Grande mesquita de Paris"), localizada no 5.º arrondissement, é a maior mesquita da França e a terceira maior da Europa. Foi fundada após a Primeira Guerra Mundial em agradecimento aos soldados muçulmanos provindos das colônias francesas muçulmanas. Cerca de 100000 destes morreram em combate contra a Alemanha. A mesquita foi construída em estilo mudéjar, e seu minarete tem 33 metros de altura. O presidente Gaston Doumergue participou de sua inauguração em 1926.